# Oficina del Crimen
Oficina del Crimen (en portugués, Escritório do Crime) es el nombre de una milicia de sicarios y asesinos de élite que operan en el oeste de Río de Janeiro nacida de la explotación ilegal de bienes raíces en actividades como acaparamiento de tierras, construcción, venta y alquiler ilegal de propiedades y cuya actividad principal es el asesinato por encargo. El grupo está integrado por policías militares, ex policías y se sospecha que estaba comandado por el excapitán del BOPE Adriano Nóbrega (detenido dos veces, bajo sospecha de vínculos con la mafia de las máquinas tragamonedas y el "juego del animal" y acusado en procesos de acaparamiento de tierras) y por el mayor de la Policía Militar Ronald Pereira.
Las investigaciones indican que el grupo utiliza técnicas avanzadas de planificación, aprendidas dentro de la propia policía, para llevar a cabo sus actividades. Los vehículos son cuidadosamente seleccionados y modificados desde sus accesorios hasta sus matrículas y año, con el fin de ser transformados en "coches limpios" según su terminología, a fin de evitar posibles investigaciones. Después de este paso de preparación, se estudia la rutina del objetivo y se planifica el lugar y la hora de ejecución. El proceso de planificación busca áreas sin cámaras de vigilancia, que no estén muy transitadas y estén cerca de las rutas de escape.

## Historia
Se sospecha que el grupo está involucrado en 19 homicidios sin resolver desde 2002, como el asesinato de Waldomiro Paes García el 28 de septiembre de 2004 y el empresario Marcelo Diotti da Mata en el estacionamiento de un restaurante en la Avenida das Américas, asesinado en el mismo día que Marielle Franco y Anderson Gomes.
En agosto de 2018, fueron investigados por los cargos de participación en el asesinato de Marielle Franco y Anderson Gomes el 14 de marzo del mismo año. Se sospecha que el asesinato de la concejala y su chofer fueron cometidos por el grupo con el fin de evitar que ella interfiriera con su negocio. La concejala habría investigado las actividades inmobiliarias de la milicia interfiriendo en un proyecto de verticalización de la comunidad de Rio das Pedras, lo que les habría resultado en grandes pérdidas, y habría motivado a ejecutarlo. Pese a la sospecha de la implicación del grupo en el caso, no se puede descartar la hipótesis de implicación del miliciano Orlando de Oliveira Araújo y del concejal Marcello Siciliano.
El 22 de enero de 2019 se informó que el recién electo senador Flávio Bolsonaro, hijo del presidente Jair Bolsonaro, empleó en su despacho desde principios de 2008 hasta noviembre de 2018 a la esposa del excapitán sospechoso de liderar el grupo, Adriano Nóbrega, y desde abril de 2016, dos años después de su expulsión del PM, empleó a su madre, Raimunda Veras Magalhães. El otro sospechoso al mando de la milicia, el mayor Ronald Pereira, también ha sido homenajeado por Flávio en la Asamblea.

## Liderazgo
Adriano Magalhães da Nóbrega, también conocido como Capitán Adriano o Gordinho (Río de Janeiro, 14 de enero de 1977 - Esplanada, 9 de febrero de 2020), fue un policía militar y miliciano brasileño. Durante su carrera como policía militar, trabajó como guardia de seguridad para personas vinculadas al juego de animales en Río de Janeiro, se convirtió en uno de los líderes de la Oficina del Crimen y formó parte de una milicia que opera en Rio das Pedras, oeste de Río de Janeiro. Antes de ser expulsado de la PM fluminense en 2014, había sido detenido y puesto en libertad por tres delitos, entre ellos asesinato e intento de homicidio, pero fue absuelto por falta de pruebas.
Adriano da Nóbrega también se destacó a nivel nacional por su historial de conexiones con Flávio Bolsonaro, hijo del presidente de la República Jair Bolsonaro . Cuando fue arrestado por primera vez, acusado del asesinato de un dueño de un automóvil, fue condecorado por el entonces diputado estatal Flávio Bolsonaro con la Medalla Tiradentes, el más alto honor de la Asamblea Legislativa de Río de Janeiro (Alerj). Después de la absolución del primer ministro en 2007, Flavio Bolsonaro comenzó a emplear a la madre y la esposa del capitán Adriano en su oficina en la Alerj. Años después, fue denunciado en investigaciones que investigaban la práctica de "rachadinha" o desvío de salarios en la oficina de Flávio Bolsonaro en la Alerj. Según el Ministerio Público de Río de Janeiro, Nóbrega se quedó con parte de los montos recaudados por el entonces diputado estatal, en un esquema manejado por Fabrício Queiroz, policía militar y exasesor parlamentario de Flavio Bolsonaro. Fue considerado prófugo de la justicia brasileña desde un operativo lanzado por el Ministerio Público de Río de Janeiro contra milicianos en 2019, con cargos por delitos como préstamo, apropiación de tierras, pago de sobornos a agentes públicos y construcciones ilegales, en particular a través de chantaje y violencia física. Aproximadamente un año después, el excapitán del primer ministro de Río fue asesinado en la zona rural de la ciudad de Esplanada, presuntamente en un enfrentamiento con agentes de la Policía Militar del Estado de Bahía .
A fines de enero de 2020, fue blanco de un operativo conjunto de la policía civil de Bahía y Río de Janeiro en un condominio en Porto de Sauípe, Entre Ríos, pero el agente no logró localizarlo. Sin embargo, sería localizado en el municipio de Esplanada el 9 de febrero. Según la versión oficial difundida por el gobierno de Bahía, cuando la policía lo encontró, Nóbrega presuntamente realizó disparos y, en el intercambio de disparos, fue baleado y trasladado a un hospital de la región antes de morir. Según el abogado de Adriano, el ex policía temía que lo mataran en una "quema de archivos".
Ronald Paulo Alves Pereira, también conocido como Mayor Ronald o Tartaruga, fue un segundo Líder de la Oficina del Crimen, fue un PM mayor y controló Muzema y el mercado inmobiliario ilegal de la Milicia, responsable del acaparamiento de tierras y usurpación de préstamos y sirvió como tierra capturador en Vargem Grande y Vargem Pequena. También fue homenajeado por el entonces diputado de estado Flávio Bolsonaro.